# Nouvel An japonais
Le Nouvel An japonais, oshōgatsu (お正月) ou ganjitsu (元日), est célébré depuis des siècles et a ses propres coutumes. C'est l'une des fêtes les plus importantes de l'année et qui dure plusieurs jours.

## Calendrier
Autrefois, au même titre que le Nouvel An chinois, coréen (seollal) et vietnamien (têt), il était basé sur le calendrier chinois et était fêté au début du printemps. Depuis 1873, le Japon fonctionne sur le système du calendrier grégorien et le 1er janvier est devenu le jour officiel du Nouvel An au Japon.
De nos jours, les Japonais prennent des congés du 1er au 5 janvier (parfois même à partir du 27 ou 28 décembre pour les préparatifs du réveillon), et en profitent parfois pour partir en voyage à l'étranger. Seul le 1er janvier est un jour férié mais les administrations sont fermées du 29 décembre au 3 janvier tout comme de nombreuses entreprises. Certains grands magasins et supermarchés sont également fermés le 1er janvier mais les konbini restent ouverts.

## Signification et pratiques

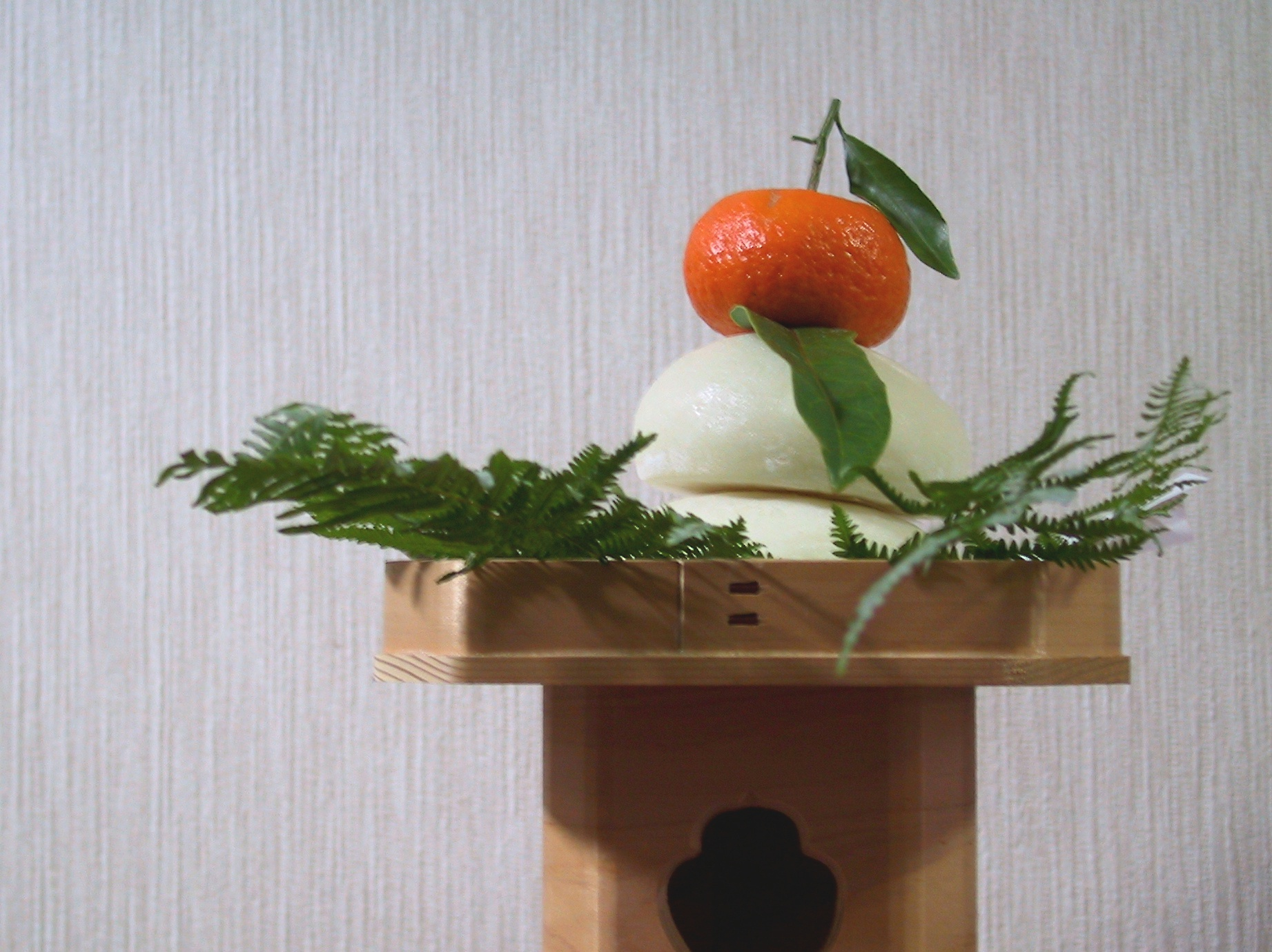
Kagami mochi avec une orange amère (daidai).

Les Japonais aiment commencer l'année nouvelle sur de bonnes résolutions. Pour cela, ils pratiquent un grand nettoyage appelé ōsōji (大掃除) les derniers jours de décembre et qui fait office de rite de purification de la maison. On change le papier des shōji, on remplace les objets abîmés, on aère les tatami. Ils doivent aussi avoir liquidé les affaires en cours et réglé leurs dettes avant d'entamer l'ōmisoka, le réveillon du 31 décembre. Il est généralement de mise de faire preuve d'optimisme et de bonne humeur.
On décore ensuite la porte des maisons avec un kadomatsu (門松) et un shimenawa (注連縄) ou shimekazari (注連飾り),. On dépose également une offrande dans le tokonoma (床の間) de la maison surmonté d'un shimenawa : des gâteaux de riz empilés appelés kagami mochi (鏡餅), généralement au nombre de deux plus une petite orange amère appelée daidai (橙).
Le premier rêve de l'année, fait pendant la nuit du 1er ou du 2 janvier, est appelé hatsuyume. Il donne des prédictions pour l'année à venir : le mont Fuji, un faucon ou une aubergine sont considérés comme les meilleurs augures.

### Visite au temple

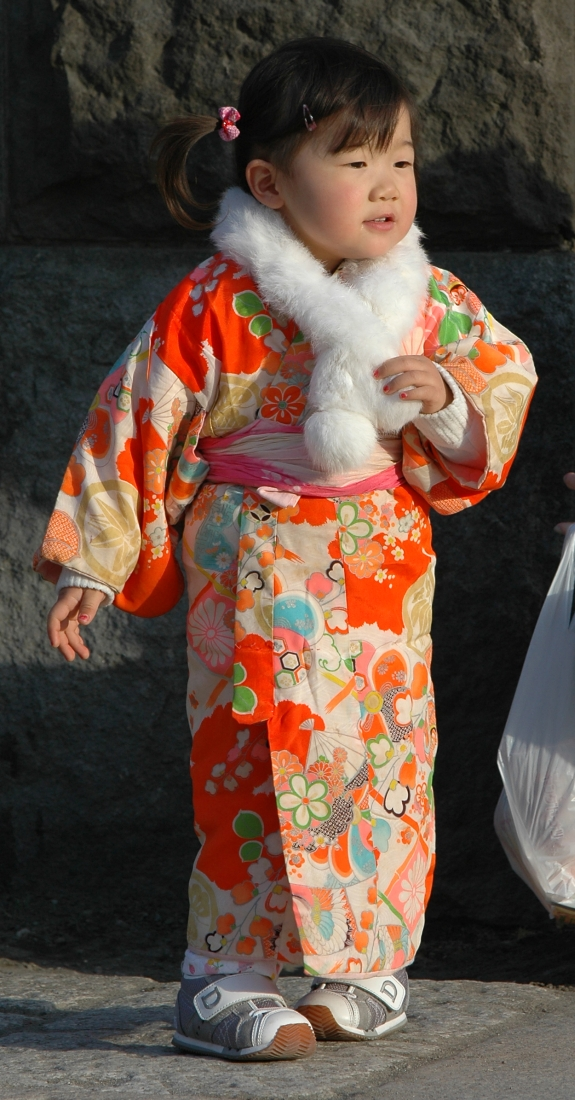
Petite Japonaise portant un kimono du Nouvel An.

Il est de coutume le 1er janvier, souvent dès minuit à la suite de l'ōmisoka, de se rendre au sanctuaire shinto, ou au temple bouddhiste, pour le hatsumōde (初詣), première visite au temple. On y boit le toso (屠蘇), premier saké de l'année, préparé avec des herbes médicinales, censé garantir bonne santé pour l'année et servi dans des coupelles laquées. On se rend aussi au temple pour prier et pour tirer les prédictions (お神籤, omikuji) de la nouvelle année. Durant la nuit du 31 décembre, de nombreux temples bouddhistes font sonner cent huit fois (pour chaque péché de la tradition religieuse bouddhique) un bonshō, cloche japonaise.
Une attention particulière est également portée au premier lever de soleil de l'année, le hatsuhinode (初日の出), qui « symbolise toutes les promesses heureuses pour l’année à venir ».

### Vœux et étrennes
Traditionnellement, on rend des visites de politesse à la famille et aux amis, et l'on donne des étrennes aux enfants, appelées otoshidama (お年玉), coutume qui vient de Chine. Durant le mois de décembre, période où les salariés reçoivent souvent des bonus, il est courant de s'échanger des cadeaux entre collègues, appelés o-seibo (お歳暮). D'une valeur d'environ 5 000 yens (environ 30 euros), on offre le plus souvent de la nourriture, de l'alcool ou des objets de décoration pour la maison. Autrefois on montrait également sa reconnaissance à son maître ou son seigneur.
Il est aussi coutume de déposer sous l'oreiller des enfants une image du Takarabune, le navire des Sept Divinités du Bonheur (à la base originaire de Chine mais les divinités étaient alors comptées au nombre de 8), pour qu'ils fassent de beaux rêves[réf. souhaitée].
On souhaite également ses vœux par cartes postales appelées nengajō (年賀状, litt. « carte de félicitations de l'année »), envoyées afin qu'elles arrivent le 1er janvier, ou du moins avant le 7, pratique qui remonte à l'époque de Heian,. Une famille japonaise envoie en moyenne de 50  à   100 cartes. Pour ce faire, il existe des cartes postales pré-timbrées appelées nenga hagaki (年賀はがき), ou des services web qui s’occupent d’imprimer puis d’envoyer les cartes. Le jour de l'An, une cérémonie spéciale est tenue le matin dans chacun des bureaux de poste du Japon pour la livraison de ces cartes.
Les vœux se souhaitent en disant « yoi o-toshi o » (よいおとしを, litt. « bonne année ») jusqu'au 31 décembre, « akemashite omedetō » (あけましておめでとう, litt. « félicitations à l'aube [de cette nouvelle année] ») à partir du 1er janvier.
Il est de plus fréquent de fêter la fin d'année et la nouvelle année entre amis ou collègues lors de soirées appelées respectivement bōnenkai (忘年会) et shinnenkai (新年会).

## Jeux et divertissements

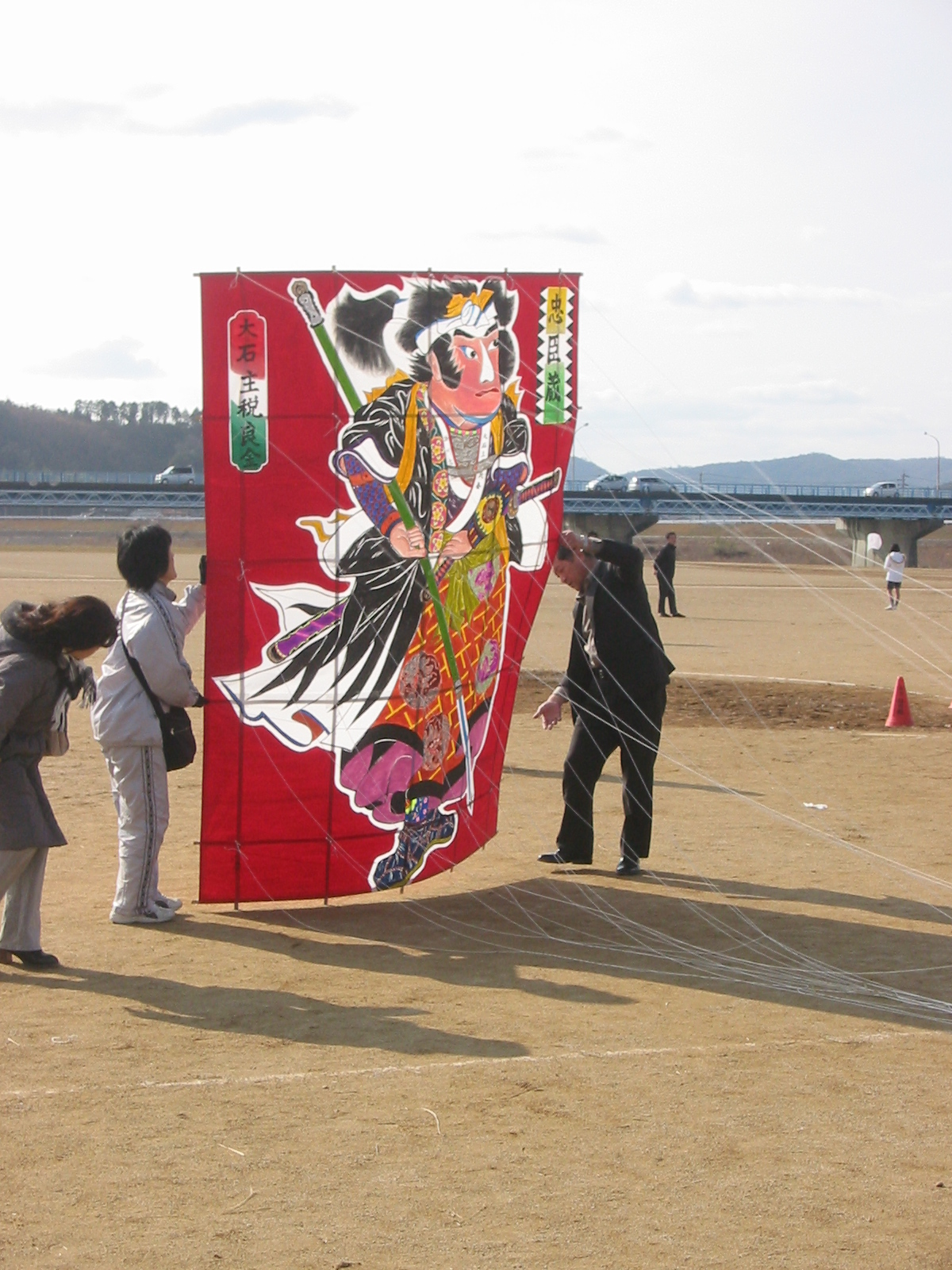
Cerfs-volants du Nouvel An.

Les filles jouent au hanetsuki (jeu de raquettes en bois avec un volant, sans filet), les garçons avec des cerfs-volants appelés takoage.
On joue également à des jeux en famille ou entre amis : karuta (かるた), un jeu de cartes dit « des cents poèmes », fukuwarai (en), où l'on doit assembler des pièces à l'aveugle pour faire un portrait, ou sugoroku, un jeu de société proche du jeu de l'oie.

## Cuisine

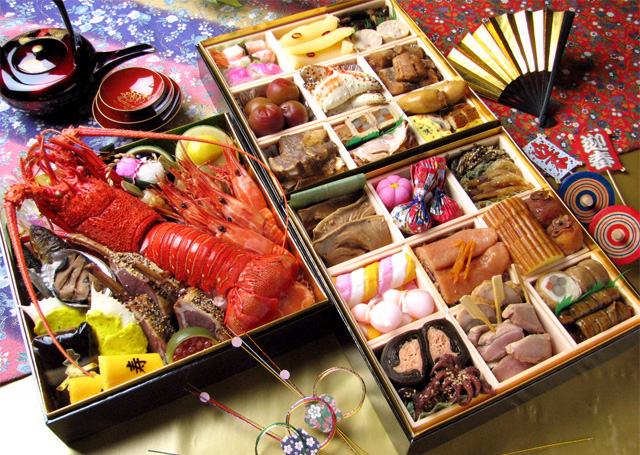
L'Osechi est un plat traditionnel du Nouvel An japonais.

Pour le réveillon, l'ōmisoka, on mange une soupe chaude accompagnée de soba appelées « kake » (« dettes »), ce qui symbolise que l'on a payé toutes ses dettes de l'année.
Pendant les premiers jours de l'année, la tradition veut que l'on ne fasse rien, même la cuisine. Les mères de famille préparent alors les plats à l'avance et les conservent dans des sortes de boîtes à bentō appelées jūbako prévues à cet effet. Cette cuisine est appelée osechi (御節料理, o-sechi-ryōri). On déguste également le zōni (雑煮), un bouillon qui se mange traditionnellement avec des baguettes de saule non laquées et qui se constitue de mochi, légumes et sauce soja ou miso blanc. Il est également coutume de préparer du mochi en famille et de consommer du amazake (saké sucré peu alcoolisé). Du fait de la grande viscosité du mochi, les étouffements sont fréquents, et sa consommation provoque chaque année plusieurs morts,,.
Autrefois, on confectionnait également des galettes de riz pilé qui pouvaient se conserver plusieurs semaines. Même lorsqu'elles deviennent très dures, elles peuvent ramollir si on les grille et sont alors mangées dans une soupe avec un peu de sauce soja. De nos jours, les gens les achètent toutes prêtes en magasin mais on peut encore en trouver qui sont faites maison, notamment à la campagne.